# Batrachylodes mediodiscus
Batrachylodes mediodiscus är en groddjursart som beskrevs av Brown och Parker 1970. Batrachylodes mediodiscus ingår i släktet Batrachylodes och familjen Ceratobatrachidae. IUCN kategoriserar arten globalt som livskraftig. Inga underarter finns listade.